# Parque Nacional de Chitwan

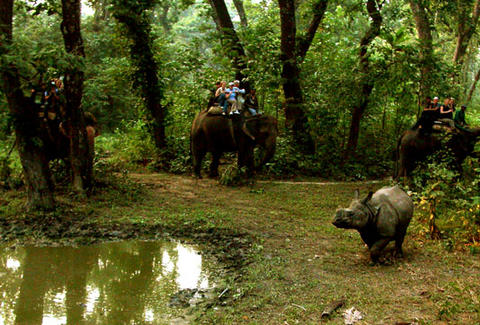
Safari com elefantes

O Parque Nacional de Chitwan, abrangendo uma área de 932 km², é o mais antigo parque nacional do Nepal. Fundado em 1973, foi incluído na lista do Património Mundial em 1984. O parque está localizado no sopé do Himalaias na região do Terai, e é rico em flora e fauna, que inclui algumas das últimas populações de rinoceronte-indiano (Rhinoceros unicornis) e do tigre-de-bengala. A área utilizada para é conhecida como o Vale de Chitwan. Era uma local de caça e até 1951 foi uma reserva de caça. No parque há canoagem, passeios de elefante, e passeios guiados pela selva. 
Adjacente ao parque nacional, situa-se a reserva de fauna de Parsa a leste (49 900 ha) e ainda mais a leste, a Reserva de Caça de Bara (25 900 ha). A sul, o parque é contíguo com a reserva indiana do Tigre de Valmiki. A vegetação consiste principalmente em florestas caducas húmidas, sendo a espécie arbórea dominante a Shorea robusta (sal). Nos montes Churia predominam os pinheiros. Sobre as planícies aluviais dos grandes rios, com o nome de Rapti, Reu e os Narayani, existem grandes áreas cobertas de Saccharum ravennae alternando com florestas ribeirinhas compostas principalmente de Simal, Khair e árvores de Sisau. 
O Parque é o lar de pelo menos 43 espécies de mamíferos, 450 espécies de aves e 45 espécies de anfíbios e répteis. Elefantes e rinocerontes-indianos são as maiores espécies encontradas no parque, mas uma série de outros grandes herbívoros são encontradas no parque, como o gaur, sambar, muntjac indiano, chital, serow, antílope-de-quatro-cornos e javali. Três grandes espécies de predadores, os tigres, leopardos, raposa-asiática-dos-montes predam-as e carnívoros como hienas-riscadas também são encontrados. Ursos-beiçudos estão entre as principais atrações do Parque. Menores espécies são Canis aureus, marta amarela-torrada, ratel, lontra, algálias indianas pequenas, algálias grandes indianas, algália comum, várias espécies de lémures, entre outras. Outras espécies de mamíferos encontrados no parque são o macaco-rhesus, langures, golfinho-do-Ganges, entre outros.
Entre os répteis do pântano, há crocodilos e pítons.
A entrada principal do parque fica a apenas 10 km da cidade vizinha de Bharatpur e do aeroporto desta.